# García IV van Navarra
García IV van Navarra bijgenaamd de Restaurator (ca. 1112 – 21 november 1150) was van 1134 tot 1150 koning van Navarra. Hij behoorde tot het huis Jiménez.

## Levensloop
García IV was de zoon van Ramiro Sánchez, infant van Navarra en heer van Monzón en Logroño, en Cristina Rodríguez, dochter van El Cid. Zijn grootvader Sancho Garcés was dan weer een buitenechtelijke zoon van koning García III van Navarra en nadat zijn halfbroer Sancho IV in 1076 werd vermoord, ging de troon van Navarra naar het koninkrijk Aragon. Bijgevolg werden Navarra en Aragon in een personele unie verenigd.
Na de dood van zijn vader werd García IV heer van Monzón en Logroño en diende vanaf dan zijn neef, koning Alfons I van Aragon. Toen Alfons I in augustus 1134 stierf, schonk Alfons I zijn koninkrijken per testament aan de Orde van de Tempeliers en aan de Orde van Sint-Jan. Dit werd echter zowel door de adel van Aragon als door de adel van Navarra verworpen. Hierop werd in Aragon de broer van Alfons I, Ramiro II, tot koning uitgeroepen, terwijl in Navarra García IV tot koning uitgeroepen werd. Dit betekende het einde van de 58-jarige personele unie van Aragon en Navarra.
Ramiro II was het echter niet eens met de verkiezing van García IV tot koning van Navarra en het kwam tot een conflict tussen beiden. In het voorjaar van 1135 kwam het uiteindelijk tot een treffen in Vadoluongo, waar beide koningen een pact ondertekenden. Bij dit pact verklaarde García IV zich als vazal van de koning van Aragon. Hetzelfde jaar nog schond García IV echter het pact door zich als vazal van koning Alfons VII van Castilië te laten huldigen. Alfons VII beschouwde zichzelf echter als "keizer van Spanje", omdat hij over alle rijken op het Iberisch Schiereiland wilde heersen.
De keizerlijke ambities van koning Alfons VII van Castilië veroorzaakten al snel een conflict met García IV, vooral nadat hij zich terugtrok als vazal en La Rioja opeiste, een oude landstreek van Navarra die al lang onder controle van Castilië was. Daarna sloot García IV een alliantie met koning Alfons I van Portugal en begon hij een oorlog op twee fronten tegen Alfons VII. 
Omdat het begin van de strijd nogal moeizaam verliep, gaf Portugal de strijd al snel op, waardoor García IV er alleen voor stond tegen Castilië. Ook sloot Alfons VII een alliantie met graaf Raymond Berengarius IV van Barcelona en hun beide legers vielen Navarra via twee fronten aan. In zijn strijd tegen Raymond Berengarius IV was García IV aanvankelijk vrij zegerijk, maar tegen Alfons VII moest hij een nederlaag incasseren.
Nadat Alfons VII en Raymond Berengarius IV in februari 1140 in het pact van Carríon afspraken om Navarra onderling te verdelen, verklaarde García IV zich met de hulp van graaf Alfons Jordaan van Toulouse trouw aan koning Alfons VII van Castilië. Alfons VII wilde daarop García IV als koning van Navarra behouden, waardoor de alliantie met Raymond Berengarius IV ten einde kwam. Daarna kwam er oorlog tussen het graafschap Barcelona en het koninkrijk Navarra, waarbij García IV onder meer Tarragona veroverde. In 1147 was hij dan weer betrokken bij de verovering van Almería.
In november 1150 stierf García IV, waarna hij begraven werd in de kathedraal van Pamplona.

## Huwelijken en nakomelingen
Rond het jaar 1130 huwde hij met Margaretha de l'Aigle (overleden in 1141), dochter van heer Gilbert de l'Aigle. Ze kregen volgende kinderen:
- Margaretha (1128-1183), huwde in 1150 met koning Willem I van Sicilië
- Sancho VI (1133-1194), koning van Navarra
- Blanca (1137-1156), huwde in 1151 met koning Sancho III van Castilië

Na de dood van zijn eerste vrouw huwde García IV op 24 juni 1144 in León met Urraca van Castilië (1126-1189), een buitenechtelijke dochter van koning Alfons VII van Castilië. Ze kregen volgende kinderen:
- Sancha (1148-1176), huwde in 1165 met burggraaf Gaston V van Béarn en in 1173 met burggraaf Pedro Manrique de Lara van Narbonne

Ook had García IV met zijn maîtresse een buitenechtelijke zoon:
- Rodrigo Garcés (overleden in 1172), graaf van Montescaglioso.